# 銀楯隊
銀楯隊（ぎんじゅんたい）、またはアルギュラスピデス（希：Αργυράσπιδες, ラテン文字表記：Argyraspides）は、マケドニアおよびその後継国家で編成された歩兵部隊である。

## マケドニアの銀楯隊
この歩兵の精鋭3000名からなる部隊は銀の薄板を張った楯と胸甲を装備していたため、このように呼ばれていた。彼らは元はヒュパスピスタイと呼ばれた近衛歩兵部隊であった。彼らはパルメニオンの子ニカノルの指揮下にあった。彼らは、インドにて軍の指揮権の一部がペルシア人に渡った時、「銀楯隊」と名前を変えた（アリアノス、『アレクサンドロス大王東征記』、Ⅶ、11）。
アレクサンドロス3世の死後に開かれたトリパラディソスの軍会でスシアナ太守アンティゲネスとテウタモスの指揮下に入った。摂政ポリュペルコンが先代摂政アンティパトロスの子カッサンドロスと対立した時はポリュペルコンの命でエウメネスに従った。当時、銀楯隊の兵士のほとんどは60歳を超えていたが、マケドニア軍最強とも言える強さを誇っていた。彼らはパラエタケネ、ガビエネの二つの会戦において、アンティゴノスの歩兵部隊を蹴散らすなど存分に活躍した。
ガビエネの戦いにてアンティゴノスにより輜重隊が奪われ、ここに配されていた彼らの家族と財産を含む荷物がアンティゴノスの手に落ちた。そこでアンティゲネスらは、輜重隊の引渡しと引き換えにエウメネスをアンティゴノスに引き渡し、降伏した。降伏の直後、アンティゴノスは銀楯隊の指揮権を持つアンティゲネスを捕え、これを殺害した。
銀楯隊の兵士は精強だが反抗的なため手に負えないと悟ったアンティゴノスは、すぐに彼らを辺境の守備を名目に僻地へと送った。アラコシア太守シビュルティオスの元に送られた彼らは、そこで生涯を終えた。

## その他の銀楯隊
セレウコス朝シリアの王もまた同名の部隊を持っていたようであり、王国全土から選抜された彼らはマケドニア式の装備をしていたという。リウィウスは彼らをアンティオコス3世の親衛歩兵隊として言及している。彼らは紀元前217年のラフィアの戦いにてプトレマイオス朝エジプト軍と戦い（ただし人数は10000名と多い）、紀元前190年のマグネシアの戦いにも参加して王のそばで戦った。しかし、紀元前166年のダフネでのパレードの時の人数はかつての半分の5000名で、しかもポリュビオスによるとローマ式に武装していたようである。
アレクサンドロス大王を真似たローマ皇帝アレクサンデル・セウェルスもまた、銀楯隊と金楯隊と呼ばれた親衛隊を持った。